# Ulf Torreck
Ulf Torreck (* 9. August 1973 in Leipzig) ist ein deutscher Schriftsteller. Er schreibt auch unter dem Pseudonym David Gray.

## Leben
Torreck hat nach dem Abbruch eines Jurastudiums in Leipzig eine Ausbildung zum Drehbuchautor absolviert und anschließend als Script Doctor sowie als Filmkritiker für verschiedene Lokalzeitungen gearbeitet. In diese Zeit fielen längere Auslandsaufenthalte in Frankreich, Irland, Großbritannien und Nepal.
Unter dem Pseudonym David Gray veröffentlichte Torreck ab Mai 2011 fünf Romane und eine Shortstoryanthologie über die Self-Publishing-Plattform von Amazon.de. Darunter befanden sich der historische Roman Wolfswechsel und der Polizeithriller Glashaus, der im Februar 2015 beim Pendragon Verlag in Bielefeld unter dem Titel Kanakenblues in einer Neubearbeitung erschien. Sein historischer Roman Wolfswechsel verkaufte sich inzwischen über 30.000 Mal und hielt sich mehr als 280 Tage in den Top Fünfzig der Kindle-Charts.
Ab 2008 veröffentlicht er unter verschiedenen Pseudonymen regelmäßig Kurzgeschichten im BDSM-Magazin Schlagzeilen des Charon-Verlags in Hamburg. Daneben schreibt Torreck unter seinem David-Gray-Pseudonym regelmäßig für das literaturcafe.de.
Im September 2011 veröffentlichte er als David Gray zusammen mit Emily Bold und anderen Selfpublishern ein Manifest, in dem Verlagsautorenkollegen dazu aufgerufen wurden, inzwischen überkommene Vorurteile gegenüber dem Selfpublishing aufzugeben und die neuen Möglichkeiten im Buchmarkt aktiv für sich zu nutzen.
Torreck fällt durch die beiden von ihm gepflegten Veröffentlichungsformen als Selfpublisher und Verlagsautor in die Kategorie der so genannten Hybridautoren.
Torreck lebt aktuell als freier Autor in Leipzig.

## Werke
Belletristik (als David Gray)
- Wolfswechsel, 2011
- Sherlock Holmes – Der Geist des Architekten, 2013
- Sherlock Holmes – Das Grab der Molly Maguire, 2014
- Der Preis, 2014
- Hell's Kitchen, 2016
- Kanakenblues, Pendragon Verlag, Bielefeld 2015, ISBN 978-3-86532-454-2
- Giftmorde 2. fhl Verlag, Leipzig, 2015
- Giftmorde 3. edition krimi, Leipzig
- Sarajevo Disco, Pendragon, 2017, ISBN 3-86532-585-8
- Sherlock Holmes und Der Geist des Architekten, Edition roter Drache, 2019, ISBN 3-946425-69-0
- Sherlock Holmes – Das Grab der Molly Maguire, Edition roter Drache, Meschede 2022, ISBN 978-3-946-42574-8

Als Ulf Torreck
- Fest der Finsternis. Historischer Thriller. Heyne, München 2017, ISBN 978-3-453-67713-5
- Vor der Finsternis. Historischer Thriller. Heyne, München 2017, ISBN 978-3-641-20297-2
- Zeit der Mörder. Roman. Heyne, München 2019, ISBN 978-3-453-43917-7